# Cyclone Geralda
Le cyclone Geralda (également connu sous le nom de Cyclone tropical intense Geralda) est un cyclone tropical de catégorie 5 qui a causé d'immenses dégâts à Madagascar à la fin du mois de janvier 1994. Il compte parmi les plus forts à avoir frappé le pays. Le cyclone a débuté comme une zone de basse pression sur l'océan Indien le 25 janvier. Au cours des quelques jours suivants, la dépression s'est progressivement intensifiée, atteignant son intensité maximale avec des vents soutenus pendant dix minutes de 200 km/h le 31 janvier. Le cyclone Geralda a touché les terres près de Toamasina à Madagascar après s'être affaibli. Quelques heures après son arrivée dans les terres, le système s'était considérablement affaibli et, au 5 février, Geralda était devenu une dépression terrestre. Il est devenu extra-tropical trois jours plus tard.
Geralda a été le deuxième cyclone de la saison à frapper l'Est de Madagascar, après Daisy en janvier. Les rafales de vent de Geralda ont atteint 350 km/h, étant les plus fortes au monde depuis plusieurs décennies. 
Ce cyclone fut également accompagné de fortes pluies qui ont causé des inondations, en particulier dans les vallées. Environ 80 % de la ville de Toamasina fut détruite, y compris la plupart des écoles, des maisons et des églises. Il a aussi fortement endommagé les routes et les lignes ferroviaires, ce qui a perturbé les efforts des secouristes. Dans la capitale Antananarivo, Geralda a causé la mort de 43 personnes après avoir inondé de nombreuses maisons.
Au total, plus de 40 000 maisons furent détruites, laissant 356 000 personnes sinistrées. À l'échelle nationale, le cyclone a tué 231 personnes et causé plus de 10 millions de dollars (USD 1994) de dommages. Les travaux des secours après le passage de la tempête furent perturbés par le manque de coordination, et les militaires malgaches furent déployés pour aider les victimes de la tempête. Peu de réserves ont été prévues, ce qui a provoqué une forte hausse du prix des aliments. Plusieurs pays et départements des Nations-Unies ont donné des fonds ou des fournitures au pays. 

## Évolution météorologique
À la fin du mois de janvier 1994, la zone de convergence intertropicale du sud de l'océan Indien a provoqué une convection généralisée de la côte orientale de l'Afrique à l'Indonésie.Tard le  25 janvier, le Joint Typhoon Warning Center (JTWC) a commencé à surveiller une zone de basse pression à mi-chemin entre Madagascar et l'Indonésie, lui donnant la désignation « 13S ». Le lendemain, Météo-France à La Réunion (MFR) a classé le système comme une perturbation tropicale,.
Pendant ce temps, le système avait développé une zone de convection avec bandes de pluie incurvées et se renforçait rapidement. Tôt le 28 janvier, il a développé une couverture nuageuse centrale dense. En réponse, MFR a reclassé le système en tempête tropicale modérée. La tempête se déplaçait alors globalement vers l'ouest-sud-ouest en raison d'une crête subtropicale s'étendant de Madagascar aux îles Mascareignes. Les fortes températures de surface de la mer ont favorisé le développement de Geralda, d'abord en tempête tropicale modérée tard le 28 janvier, puis en cyclone tropical 24 heures plus tard, le 29 janvier. À ce moment-là, le JTWC avait révisé Geralda comme équivalent d'un ouragan minimal. 
Continuant sur sa trajectoire ouest-sud-ouest, Geralda s'est intensifié et MFR l'a révisé en cyclone tropical intense le 30 janvier. Le cyclone a développé un œil bien défini de 35 km de diamètre et a atteint une taille de 1 000 km de largeur. Le 31 janvier à 6 h UTC, le JTWC a évalué les vents soutenus sur 1 minute à 270 km/h, équivalant à un ouragan de catégorie 5 sur l'échelle de Saffir-Simpson. Six heures plus tard, l'apparence de Geralda sur l'imagerie satellite a justifié une valeur de 7,0 dans l'évaluation de la technique de Dvorak. Sur cette base, MFR a estimé une pression barométrique minimale de 905 hPa et des vents soutenus sur 10 minutes de 205 km/h, très proche du statut de cyclone tropical très intense de l'échelle utilisé dans l'océan Indien sud-ouest. À cette époque, les rafales étaient estimées à plus de 300 km/h. Geralda s'était intensifiée à ce pic d'intensité en seulement cinq jours, ce qui a été décrit par MFR comme « un phénomène exceptionnel ». Près de son apex, le centre de Geralda est passé à environ 45 km au nord-ouest de l'île Tromelin, au large de la partie est de Madagascar. 
Après avoir maintenu ces vents forts pendant environ 18 heures, Geralda a légèrement faibli en approchant de la côte est de Madagascar. Le 2 février à 6 h UTC, MFR a estimé que la vitesse des vents était d'environ 175 km/h. Vers 11 h UTC ce même jour, le cyclone a touché terre juste au nord de Toamasina comme un cyclone tropical intense. Une pression de 943 hPa fut relevée. Les officiels ont considéré Geralda comme la tempête la plus forte à frapper le pays depuis un cyclone datant de mars 1927. Geralda a faibli ensuite rapidement en passant sur le terrain montagneux de Madagascar, touchant la capitale Antananarivo tard le 2 février. Le JTWC et MFR ont tous deux rétrogradé le cyclone en dépression tropicale le lendemain,.
Environ 30 heures après avoir touché terre pour la première fois, Geralda a brièvement émergé dans le canal du Mozambique le 3 février. Cependant, une dépression l'a peu après fait dériver vers le sud et Geralda a traversé l'ouest de Madagascar, retournant dans l'océan le 5 février. À ce moment, la vitesse des vents n'était plus que de 45 km/h. Une creux barométrique dans le secteur dévia Geralda vers le sud-est le 6 février et le cyclone est devenu extra-tropical deux jours plus tard. MFR a continué à suivre les restes de Geralda jusqu'au 12 février.

## Préparatifs
Geralda a frappé Madagascar quelques semaines seulement après que le cyclone tropical Daisy ait touché la même zone. Tandis que Geralda s'approchait du pays, les responsables ont déclaré la phase d'urgence 3 pour la province de Toamasina, indiquant un danger immédiat, et la phase d'urgence 1 pour Antananarivo, qui est une alerte générale. 

## Impacts

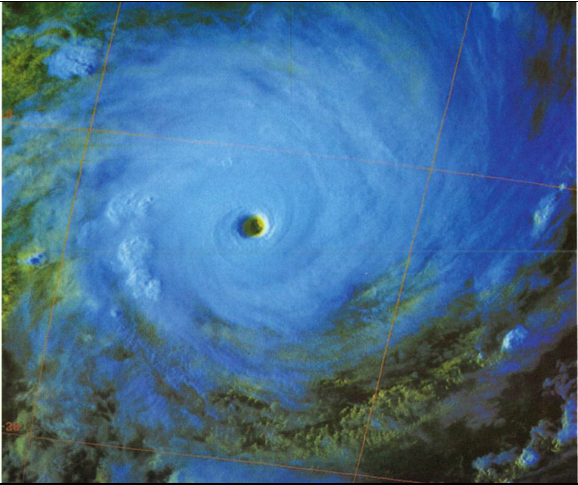
Image satellite de Geralda le 1er février.

Le cyclone Geralda causé la mort d'au moins 231 personnes, dont 73 disparus, selon le rapport cyclonique annuel de MFR concernant la saison 1993-94. La tempête a également blessé 267 personnes et causé plus de 10 millions de dollars (USD 1994) de dommages.
L'île Tromelin fut la première touchée par Geralda. L'île était juste à l'extérieur de l’œil, et les rafales de vent atteignaient alors 180 km/h. Alors que Geralda se dirigeait vers les terres, les rafales de vent l'accompagnant atteignirent 350 km/h, comptant parmi les rafales les plus fortes recensées dans le monde depuis plusieurs décennies. La tempête a également généré des précipitations abondantes qui ont causé des glissements de terrain et des inondations graves, principalement dans la province de Toamasina. Environ 80% de la ville de Toamasina fut détruit, y compris la seule raffinerie de pétrole du pays à l'époque. Les dommages furent estimés à 800 000 dollars rien que pour la raffinerie. 
Selon une première estimation, 95 % des écoles, des foyers et des églises de la ville ont subi des dommages sévères jusqu'à la complète destruction, faisant 50 000 sinistrés. Dans le port de Toamasina, Geralda a coulé sept navires, toute la ville a subi des pannes de courant et des dégâts aux infrastructures routières. Ailleurs à Madagascar, Geralda a détruit des maisons et des ponts à Fénérive-Est. Sur l'île Sainte-Marie, toutes les lignes électriques et 90 % des plantations furent détruites. Brickaville, au sud de Toamasina, a connu de graves inondations avec le niveau d'eau allant jusqu'à 3 m. Le manque de réparations minimales avant la tempête a entraîné l'effondrement de routes et de ponts.
Le cyclone a tué 43 personnes quand il a inondé une grande partie d'Antananarivo, faisant également 60 000 sinistrés. Les fortes précipitations endommagèrent des maisons dans la ville et coupèrent des routes en dehors de la ville. Les dégâts furent très importants dans les vallées où des crues soudaines se sont produites. Dans toute l'île, les inondations ont détruit plus de 300 000 hectares de champs en culture, affectant 70 % de la récolte de riz. Le bétail a aussi été affecté, plus de 13 000 bêtes ayant perdu la vie.
L'impact cumulé de Geralda et du cyclone Daisy a détruit ou causé des dommages à plus de 40 000 maisons, faisant au moins 356 000 sinistrés. Ces tempêtes ont également causé de graves dommages aux routes et aux réseaux ferroviaires. Au total, 20 routes nationales et plusieurs routes secondaires furent affectées. La ligne ferroviaire entre Moramanga, près de la capitale, et Brickaville, près de la côte, fut endommagée.

## Épilogue
Au lendemain de la tempête, il n'existait pas de méthode prédéfinie pour faire face à une tempête d'une telle ampleur, et la plupart des gouvernements locaux n'ont pas réagi immédiatement en raison d'un manque de coordination. En conséquence, les agences ont passé beaucoup de temps à faire face à la logistique d'après-cyclone. Il y avait peu d'approvisionnements alimentaires préexistants. Le gouvernement malgache a travaillé avec les Nations-Unies pour créer un comité qui se réunissait chaque semaine et abordait diverses facettes de la reprise. Des fonctionnaires malgaches ont déployé des membres de l'Armée pour aider les victimes de la tempête, bien que des routes endommagées aient initialement entravé les efforts des secours.
En raison des dégâts causés aux cultures, le prix du riz a augmenté de 300 % dans le pays, et il y a eu des pénuries alimentaires à Antananarivo, ainsi que des pénuries de carburant ailleurs. À Toamasina, l'activité industrielle devait prendre six mois pour reprendre la production. Médecins sans frontières a aidé à assurer la propreté des refuges à Antananarivo, tandis que CARE a fourni de la nourriture aux habitants de Brickaville. Des organisations non gouvernementales ont fourni du riz pour stabiliser les prix. Les inondations ont entraîné des problèmes de santé concernant la population, incitant le gouvernement à distribuer des fournitures médicales pour 60 000 personnes.
Peu de temps après que Geralda a frappé l'île, le gouvernement malgache a demandé l'aide internationale. Le Département des services sociaux des Nations-Unies a fourni une aide d'urgence de 30 000 dollars et l'UNICEF a versé plus tard 2,3 millions de dollars d'aide. L'Union européenne a fourni environ 560 000 dollars de médicaments et de secours. Le gouvernement français a envoyé 5 millions de dollars de fournitures par avion depuis la Réunion, dont de la nourriture et des fournitures médicales. Huit autres pays ont envoyé de l'aide sous forme d'argent ou de secours.
Environ deux semaines après l'arrivée de la tempête, l'approvisionnement en eau et en électricité a été rétabli à Toamasina, mais à ce moment-là, 40 % du réseau de communications restait indisponible. Le 16 février, la route d'Antananarivo et de Toamasina avait été rouverte. Le gouvernement malgache a importé du pétrole pendant plusieurs mois alors que sa raffinerie était hors d'usage.
La ligne de chemin de fer endommagée entre Antananarivo et la côte fut reconstruite en 2003. Les écoles qui furent réparées après Geralda ont plus tard été utilisées avec succès comme abris.